# Бачки-Петровац (община)
Бачки-Петровац (серб. Бачки Петровац) — община в Сербии, входит в Южно-Бачский округ.
Население общины составляет 14 108 человек (2007 год), плотность населения составляет 89 чел./км². Занимаемая площадь — 158 км², из них 88,6 % используется в промышленных целях.
Административный центр общины — город Бачки-Петровац. Община Бачки Петровац состоит из 4 населённых пунктов, средняя площадь населённого пункта — 39,5 км².

## Статистика населения общины
| Год  | Население, чел. |
| ---- | --------------- |
| 1991 | 15 388          |
| 2001 | 14 724          |
| 2002 | 14 662          |
| 2003 | 14 550          |
| 2004 | 14 429          |
| 2005 | 14 317          |
| 2006 | 14 205          |
| 2007 | 14 108          |

## Населённые пункты
- Бачки-Петровац — 7093 чел.
- Гложан — 2351 чел.
- Кулпин — 3100 чел.
- Маглич — 2805 чел.